# ポケットバイク

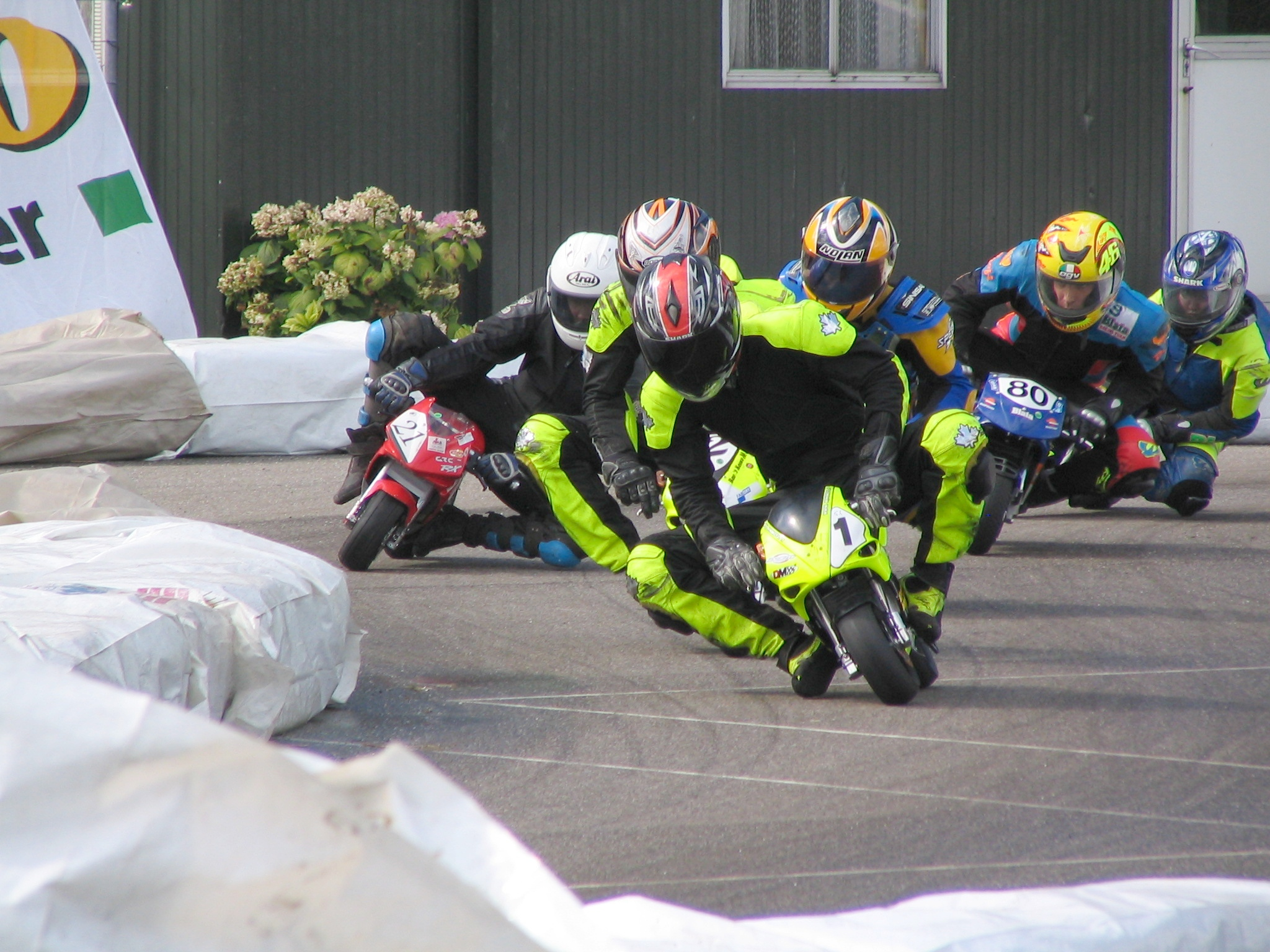
ポケットバイクレース

ポケットバイク（pocket bike）、通称ポケバイとは、1970年代に日本で誕生したミニチュアサイズのオートバイのことである。

## 概要
フキ・プランニング創立者の畔柳富士夫が、1970年代半ばに世界で初めてポケットバイクを発明・販売をした。特許は取得しなかった。
当時の商標登録上は、4インチサイズのホイール、タイヤを装着し、ホイールベースは680mm以内のリジットフレーム構造のバイクとして定義されていた。この規格に基づいてポケットバイクのレースが行われていたが、後に将来のステップアップを見据えてタイヤサイズ等が拡大された車体が登場し、中でも加藤大治郎の実父・加藤隆が中心となって開発された「74Daijiro」が日本では人気となった。
小さな車体は子供でも容易に扱うことができ、日本でキッズモータースポーツの入門カテゴリーとしてブームとなった。全国で多くのポケットバイクレースが行われるようになり、その中からロードレースのワールドチャンピオンが多く誕生した。ポケットバイク出身のGPライダーとしては、青木宣篤、青木拓磨、青木治親の青木三兄弟や青山周平と青山博一の青山兄弟、宇川徹、加藤大治郎、小山知良、高橋裕紀、中野真矢、原田哲也、松戸直樹などが有名である。これにより近年はヨーロッパやアメリカなど世界にも広がった。
ポケットバイクによるレースは、大きく分けて子供向けと大人向けの2つに分かれる。子供向けレースは前述の通りモータースポーツの入門カテゴリであり、シリーズによっては3歳からレース参戦が可能。多くのライダーは9歳ごろからミニバイクへ乗り換え、最終的にフルサイズのオートバイによるレースへとステップアップする。その傍ら、ポケバイによる大人向けのレースも不定期ながら行われている。
なおポケットバイクは道路運送車両法の保安基準をみたしていないため、公道上での走行はできない。

## 主なメーカー

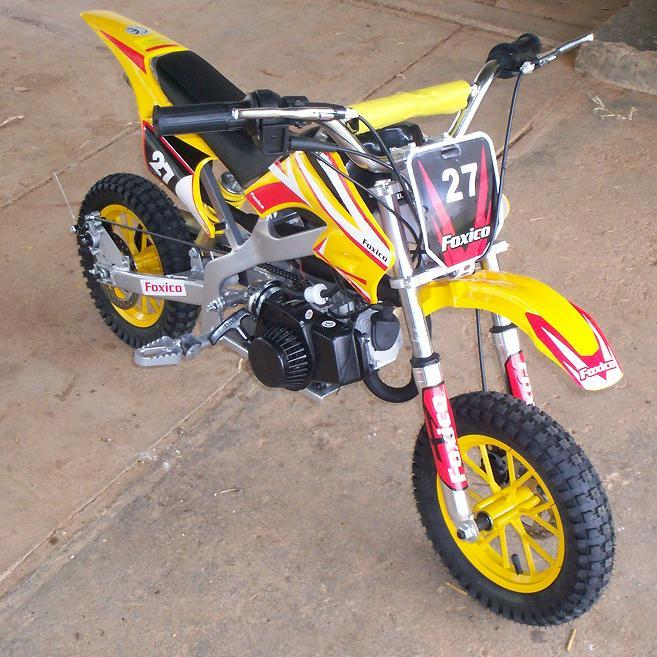
オフロードタイプのポケットバイク

- フキ・プランニング（日本）
- 日本ライフ社（日本）- 2013年に倒産
- デルタ・エンタープライズ（日本）[3]
- GRCmoto(イタリア）
- Polini motori(イタリア）
- Blata(チェコ)